# دریاچه تاپو
دریاچه تاپو (انگلیسی: Lake Taupo) دریاچه‌ای در جزیره شمالی نیوزیلند است که درون کاسه آتشفشان تاپو قرار دارد. این دریاچه با مساحت ۶۱۶ کیلومتر مربع، پهناورترین دریاچه در نیوزیلند و پس از دریاچه مورای، دومین دریاچه آب شیرین پهناور در اقیانوسیه است.